# Guerra Anglo-Russa
A Guerra Anglo-Russa de 1807 a 1812 foi um conflito armado entre os impérios russo e britânico durante as guerras napoleônicas.

## Antecedentes
Depois que a Rússia sofreu uma derrota militar na campanha contra a França em 1806 e 1807, foi forçada a iniciar negociações de paz. O encontro dos imperadores russo e francês Alexandre I e Napoleão I ocorreu em Tilsit (25 de junho de 1807) .Na reunião, Alexandre I falou primeiro: “Eu, como você, odeio os ingleses e estou pronto para apoiá-lo em tudo que você fizer contra eles. ". “Nesse caso”, disse Napoleão I, “podemos concordar e a paz será concluída”.
Entre a Prússia e o Império Russo, por um lado, e o Império Francês, por outro, foi assinado o Tratado de Paz Tilsit, sob o qual a Rússia aderiu ao Bloqueio Continental contra a Grã-Bretanha. Esse bloqueio atingiu a economia da Rússia e do Reino Unido.
Durante as guerras napoleônicas, a frota britânica infligiu grandes danos à Dinamarca e forçou-a a tomar o partido de Napoleão I. Tendo concluído uma aliança com a França, a Dinamarca estava se preparando para declarar um bloqueio britânico à Grã-Bretanha. Mas em 16 de agosto de 1807, os britânicos desembarcaram suas tropas na Dinamarca. A guerra anglo-dinamarquesa começou. 7 de novembro, as tropas britânicas tomaram Copenhague. A Dinamarca tem sido aliada da Rússia no Mar Báltico, e a tomada de Copenhague causou forte oposição ao Peterburg.
Alexander I, baseado nos tratados concluídos entre a Rússia e a Suécia em 1790 e 1800, exigiu dos últimos que seus portos fossem fechados para os britânicos, e tendo aprendido que ela havia feito uma aliança com a Grã-Bretanha, declarou guerra a ela. Em fevereiro de 1808, as tropas russas entraram na Finlândia, iniciando assim a última guerra russo-sueca (1808-1809). A Suécia foi logo derrotada pela Rússia, após o que concluiu um tratado de paz com a Rússia e aderiu ao bloqueio continental. A Finlândia, como resultado, tornou-se parte do Império Russo.

## Conflito
O combate foi realizado no Oceano Atlântico, no Mediterrâneo, no Mar Adriático, no Mar de Barents e no Mar Báltico. Mas essas batalhas não eram em larga escala e eram antes a natureza da luta individual de pequenas forças de cada lado.
Em 15 de maio de 1808, no porto sul-africano de Simonstown, os britânicos detiveram a chalupa russa “Diana” sob o comando de V. M. Golovnin, em direção ao Oceano Pacífico, para trabalhos científicos.
Duas das batalhas mais sangrentas desta guerra ocorreram em julho de 1808 no Mar Báltico. Os russos perderam o navio de guerra de 74 armas Vsevolod e 3 canhoneiras. As tripulações de todos esses navios foram quase completamente interrompidas. As perdas britânicas eram insignificantes e nem sequer tinham navios perdidos.
28 de outubro de 1807, após uma forte tempestade, navios russos entraram em Lisboa para reparos. Em 30 de outubro, a frota britânica entrou no mesmo porto. O almirante russo Senyavin foi pego de surpresa. Mas os britânicos não atacaram os navios russos quebrados pela tempestade. Em 23 de agosto de 1808, Senyavin concluiu um tratado com os britânicos, segundo o qual ele transferiu seus navios para os britânicos por segurança, mas com a condição de que a Grã-Bretanha os emitisse seis meses após a conclusão da paz com a Rússia no mesmo estado que recebera. 31 de agosto esquadrão Senyavina, 7 navios de guerra e fragata, sob a bandeira russa fora de Lisboa e em 27 de setembro chegou em Portsmouth. Outros dois navios de guerra, Raphael e Yaroslav, permaneceram no porto de Lisboa devido a uma condição de emergência. Em 5 de agosto de 1809, as tripulações dos navios russos, juntamente com as bandeiras de seus navios, deixaram as portarias inglesas de Portsmouth e chegaram a Riga em 9 de setembro. Em 1813, o Reino Unido retornou à Rússia 2 navios de guerra, "Strong" e "Powerful", e armas de outros navios, para os quais foi paga uma compensação monetária.
Em 12 de junho de 1809, no caminho de Revel para Sveaborg, a experiência de 14 canhoneiros foi atacada pela fragata britânica Salset, de 44 canhões, deixando quatro marinheiros russos mortos e o capitão Nevelskoy foi ferido. A frota britânica capturou a tripulação da "Experiência". Ao dar uma assinatura para não servir na continuação da guerra contra o Império Britânico, os marinheiros foram libertados no porto de Libava.
As ações britânicas no Mar Branco limitaram-se ao ataque à cidade de Kola e à destruição do refúgio de pesca na costa de Murmansk em maio de 1809.
Depois que um tratado de paz foi concluído entre a Suécia e a Rússia, a Grã-Bretanha cessou as hostilidades contra a Rússia no Mar Báltico e, em 1810 e 1811, não houve hostilidades entre o Reino Unido e a Rússia.

## Fim da guerra
Em 1812, Napoleão invadiu a Rússia. O bloqueio continental, que a Rússia foi forçada a declarar ao Reino Unido após a reunião de Alexandre I e Napoleão I, foi interrompido. O comércio, no qual o Reino Unido precisava desesperadamente, foi retomado, embora, do ponto de vista econômico, durante o bloqueio, a Rússia aumentasse sua própria produção de bens, o que no futuro poderia melhorar a posição da Rússia no comércio mundial. Especialistas também relatam que o déficit no orçamento não foi devido ao bloqueio, mas principalmente devido a um aumento no custo do exército pela metade [fonte não especificada 133 dias]. Já em 18 de julho de 1812, na cidade de Orebro (Suécia), Grã-Bretanha e Rússia assinaram um tratado de paz. Sob este acordo, a Rússia retomou o comércio com o Reino Unido, e os britânicos, por sua vez, apoiaram a Rússia contra Napoleão na eclosão da Guerra Patriótica de 1812. O tratado foi de grande importância política, mas no final da guerra de 1812

## Reflexão na arte
O episódio da guerra anglo-russa é dedicado à história “The Sailor Nikitin” de A. A. Bestuzhev-Marlinsky, baseado em fatos da vida real de M. A. Gerasimov